# СРСР на зимових Олімпійських іграх 1960
СРСР на зимових Олімпійських іграх 1960 року, які проходили в американському місті Скво-Веллі, була представлена 62 спортсменами (49 чоловіками та 13 жінками) у 8 видах спорту. Прапороносцем на церемонії відкриття Олімпійських ігор був хокеїст Микола Сологубов.
Радянські спортсмени здобули 21 медаль: 7 золотих, 5 срібних та 9 бронзових. Збірна СРСР зайняла 1 загальнокомандне місце.

## Медалісти
| Медалі за видом спорту | Медалі за видом спорту | Медалі за видом спорту | Медалі за видом спорту | Медалі за видом спорту |
| ---------------------- | ---------------------- | ---------------------- | ---------------------- | ---------------------- |
| Вид                    | 1                      | 2                      | 3                      | Всього                 |
| Ковзанярський спорт    | 6                      | 3                      | 3                      | 12                     |
| Лижні перегони         | 1                      | 2                      | 3                      | 6                      |
| Лижне двоборство       | 0                      | 0                      | 1                      | 1                      |
| Біатлон                | 0                      | 0                      | 1                      | 1                      |
| Хокей                  | 0                      | 0                      | 1                      | 1                      |
| Всього                 | 7                      | 5                      | 9                      | 21                     |

| Медаль | Спортсмен                                                        | Вид спорту          | Дисципліна                 |
| ------ | ---------------------------------------------------------------- | ------------------- | -------------------------- |
| Золото | Марія Гусакова                                                   | Лижні перегони      | 10 км, жінки               |
| Золото | Євген Грішин                                                     | Ковзанярський спорт | 500 м, чоловіки            |
| Золото | Євген Грішин                                                     | Ковзанярський спорт | 1500 м, чоловіки           |
| Золото | Віктор Косичкін                                                  | Ковзанярський спорт | 5000 м, чоловіки           |
| Золото | Клара Гусєва                                                     | Ковзанярський спорт | 1000 м, жінки              |
| Золото | Лідія Скобликова                                                 | Ковзанярський спорт | 1500 м, жінки              |
| Золото | Лідія Скобликова                                                 | Ковзанярський спорт | 3000 м, жінки              |
| Срібло | Любов Баранова                                                   | Лижні перегони      | 10 км, жінки               |
| Срібло | Марія Гусакова, Любов Баранова, Радья Єрошина                    | Лижні перегони      | естафета 3х5 км, жінки     |
| Срібло | Віктор Косичкін                                                  | Ковзанярський спорт | 10000 м, чоловіки          |
| Срібло | Наталія Донченко                                                 | Ковзанярський спорт | 500 м, жінки               |
| Срібло | Валентина Стеніна                                                | Ковзанярський спорт | 3000 м, жінки              |
| Бронза | Олександр Привалов                                               | Біатлон             | 20 км, чоловіки            |
| Бронза | Радья Єрошина                                                    | Лижні перегони      | 10 км, жінки               |
| Бронза | Анатолій Шелюхін Геннадій Ваганов Олексій Кузнєцов Микола Анікін | Лижні перегони      | естафета 4х10 км, чоловіки |
| Бронза | Микола Гусаков                                                   | Лижне двоборство    |                            |
| Бронза | Рафаель Грач                                                     | Ковзанярський спорт | 500 м, чоловіки            |
| Бронза | Борис Стенін                                                     | Ковзанярський спорт | 1500 м, чоловіки           |
| Бронза | Тамара Рилова                                                    | Ковзанярський спорт | 1000 м, жінки              |
| Бронза | Збірна СРСР                                                      | Хокей               |                            |

## Біатлон
| Спортсмен          | Дисципліна      | Фінал     | Фінал   | Фінал |
| Спортсмен          | Дисципліна      | Час       | Промахи | Місце |
| ------------------ | --------------- | --------- | ------- | ----- |
| Олександр Привалов | 20 км, чоловіки | 1:34:54.2 | 3       | 3     |
| Володимир Меланьїн | 20 км, чоловіки | 1:35:42.4 | 4       | 4     |
| Валентин Пшеніцин  | 20 км, чоловіки | 1:36:45.8 | 3       | 5     |
| Дмитро Соколов     | 20 км, чоловіки | 1:38:16.7 | 5       | 6     |

## Гірськолижний спорт
| Спортсмен         | Дисципліна         | Фінал   | Фінал   | Фінал  | Фінал |
| Спортсмен         | Дисципліна         | Спуск 1 | Спуск 2 | Разом  | Місце |
| ----------------- | ------------------ | ------- | ------- | ------ | ----- |
| Сталіна Коржухіна | швидкісний спуск   |         |         | 1:46.5 | 19    |
| Сталіна Коржухіна | гігантський слалом |         |         | 1:45.7 | 21    |
| Сталіна Коржухіна | слалом             | 58.5    | 59.9    | 1:58.4 | 7     |
| Євгенія Кабіна    | швидкісний спуск   |         |         | 1:46.7 | 20    |
| Євгенія Кабіна    | гігантський слалом |         |         | 1:50.0 | 31    |
| Євгенія Кабіна    | слалом             | 1:03.3  | 1:01.0  | 2:04.3 | 18    |
| Любов Волкова     | швидкісний спуск   |         |         | 1:49.2 | 23    |
| Любов Волкова     | гігантський слалом |         |         | 1:48.9 | 30    |
| Любов Волкова     | слалом             | 1:00.8  | 1:16.5  | 2:17.3 | 30    |

## Ковзанярський спорт
| Дисципліна        | Спортсмен              | Дистанція | Дистанція |
| Дисципліна        | Спортсмен              | Час       | Місце     |
| ----------------- | ---------------------- | --------- | --------- |
| 500 м, чоловіки   | Юрій Малишев           | 41.2      | 10        |
| 500 м, чоловіки   | Геннадій Воронін       | 40.7      | 5         |
| 500 м, чоловіки   | Рафаель Грач           | 40.4      | 3         |
| 500 м, чоловіки   | Євген Грішін           | 40.2 OR   | 1         |
| 1500 м, чоловіки  | Лев Зайцев             | 2:22.1    | 31        |
| 1500 м, чоловіки  | Геннадій Воронін       | 2:14.7    | 12        |
| 1500 м, чоловіки  | Борис Стенін           | 2:11.5    | 3         |
| 1500 м, чоловіки  | Євген Грішін           | 2:10.4    | 1         |
| 5000 м, чоловіки  | Олег Гончаренко        | 8:06.6    | 6         |
| 5000 м, чоловіки  | Валерій Котов          | 8:05.4    | 5         |
| 5000 м, чоловіки  | Віктор Косичкін        | 7:51.3    | 1         |
| 10000 м, чоловіки | Ніколайс Штельбаумс    | DSQ       | –         |
| 10000 м, чоловіки | Володимир Шіликовський | 17:13.9   | 20        |
| 10000 м, чоловіки | Віктор Косичкін        | 15:49.2   | 2         |
| 500 м, жінки      | Клара Гусєва           | 46.8      | 6         |
| 500 м, жінки      | Тамара Рилова          | 46.2      | 4         |
| 500 м, жінки      | Наталія Донченко       | 46.0      | 2         |
| 1000 м, жінки     | Лідія Скобликова       | 1:35.3    | 4         |
| 1000 м, жінки     | Тамара Рилова          | 1:34.8    | 3         |
| 1000 м, жінки     | Клара Гусєва           | 1:34.1    | 1         |
| 1500 м, жінки     | Валентина Стеніна      | 2:29.2    | 5         |
| 1500 м, жінки     | Клара Гусєва           | 2:28.7    | 4         |
| 1500 м, жінки     | Лідія Скобликова       | 2:25.2    | 1         |
| 3000 м, жінки     | Тамара Рилова          | 5:30.0    | 9         |
| 3000 м, жінки     | Валентина Стеніна      | 5:16.9    | 2         |
| 3000 м, жінки     | Лідія Скобликова       | 5:14.3    | 1         |

## Лижне двоборство
Дисципліни:
- нормальний трамплін
- лижні гонки, 15 км

| Спортсмен        | Дисципліна    | Стрибок з трампліна | Стрибок з трампліна | Лижні гонки | Лижні гонки | Лижні гонки | Разом   | Разом |
| Спортсмен        | Дисципліна    | Бали                | Місце               | Час         | Бали        | Місце       | Бали    | Місце |
| ---------------- | ------------- | ------------------- | ------------------- | ----------- | ----------- | ----------- | ------- | ----- |
| Леонід Фіьодоров | індивідуальне | 202.0               | 17                  | 1:02:13.1   | 225.548     | 15          | 427.548 | 16    |
| Микола Гусаков   | індивідуальне | 212.0               | 10                  | 58:29.4     | 240.000     | 1           | 452.000 | 3     |
| Дмитро Кочкін    | індивідуальне | 219.5               | 2                   | 1:01:32.1   | 228.194     | 11          | 447.694 | 5     |
| Михайло Прякін   | індивідуальне | 200.5               | 21                  | 1:00:25.7   | 232.452     | 9           | 432.952 | 12    |

## Лижні перегони
| Дисципліна                                                       | Спортсмен                    | Дистанція | Дистанція |
| Дисципліна                                                       | Спортсмен                    | Час       | Місце     |
| ---------------------------------------------------------------- | ---------------------------- | --------- | --------- |
| Микола Анікін                                                    | 15 км, чоловіки              | 52:55.0   | 10        |
| Микола Анікін                                                    | 30 км, чоловіки              | 1:52:28.2 | 3         |
| Микола Анікін                                                    | 50 км, чоловіки              | 3:10:13.9 | 13        |
| Олександр Губін                                                  | 15 км, чоловіки              | 53:29.1   | 15        |
| Олексій Кузнєцов                                                 | 30 км, чоловіки              | 1:54:23.9 | 8         |
| Олексій Кузнєцов                                                 | 50 км, чоловіки              | 3-11:47.0 | 15        |
| Іван Любимов                                                     | 50 км, чоловіки              | 3:25:06.4 | 18        |
| Павло Моршинін                                                   | 15 км, чоловіки              | 53:36.6   | 16        |
| Анатолій Шелюхін                                                 | 30 км, чоловіки              | 1:58:21.3 | 15        |
| Геннадій Ваганов                                                 | 15 км, чоловіки              | 52:18.0   | 4         |
| Геннадій Ваганов                                                 | 30 км, чоловіки              | 1:52:49.2 | 4         |
| Геннадій Ваганов                                                 | 50 км, чоловіки              | 3:05:27.6 | 7         |
| Анатолій Шелюхін Геннадій Ваганов Олексій Кузнєцов Микола Анікін | естафета 4 x 10 км, чоловіки | 2:21:21.6 | 3         |
| Любов Баранова                                                   | 10 км, жінки                 | 40:04.2   | 2         |
| Марія Гусакова                                                   | 10 км, жінки                 | 39:46.6   | 1         |
| Алевтина Колчина                                                 | 10 км, жінки                 | 40:12.6   | 4         |
| Радья Єрошина                                                    | 10 км, жінки                 | 40:06.0   | 3         |
| Радья Єрошина Марія Гусакова Любов Баранова                      | естафета 3 x 5 км, жінки     | 1:05:02.6 | 2         |

## Стрибки з трампліна
| Спортсмен         | Дисципліна          | Перший раунд | Перший раунд | Фінал | Фінал | Фінал |
| Спортсмен         | Дисципліна          | Бали         | Місце        | Бали  | Разом | Місце |
| ----------------- | ------------------- | ------------ | ------------ | ----- | ----- | ----- |
| Леонід Фьодоров   | нормальний трамплін | 97.2         | 26           | 95.9  | 193.1 | 27    |
| Микола Каменський | нормальний трамплін | 110.2        | 3            | 106.7 | 216.9 | 4     |
| Микола Шамов      | нормальний трамплін | 103.2        | 15           | 107.4 | 210.6 | 10    |
| Коба Цакадзе      | нормальний трамплін | 107.0        | 7            | 104.1 | 211.1 | 9     |

## Фігурне катання
| Спортсмени                        | Дисципліна    | Бали | Places | Місце |
| --------------------------------- | ------------- | ---- | ------ | ----- |
| Ніна Жук Станіслав Жук            | парне катання | 72.3 | 38.6   | 6     |
| Людмила Білоусова Олег Протопопов | парне катання | 68.6 | 60.5   | 9     |

## Хокей
Склад команди
- Микола Пучков
- Євген Йоркін
- Альфред Кучевський
- Генріх Сидоренков
- Микола Сологубов
- Юрій Баулін
- Микола Карпов
- Михайло Бичков
- Володимир Гребенніков
- Костянтин Локтєв
- Веніамін Александров
- Євген Грошев
- Віктор Якушев
- Віктор Пряжников
- Станіслав Пєтухов
- Юрій Ціцінов
- Олександр Альметов

Гол. тренер: Анатолій Тарасов
Попередній раунд
| Команда   | І | В | П | Н | ЗШ | ПШ | О |
| --------- | - | - | - | - | -- | -- | - |
| СРСР      | 2 | 2 | 0 | 0 | 16 | 4  | 4 |
| Німеччина | 2 | 1 | 1 | 0 | 4  | 9  | 2 |
| Фінляндія | 2 | 0 | 2 | 0 | 5  | 12 | 0 |

| 19 лютого 1960 | СРСР | 8–0 (3–0, 3–0, 2–0) | Німеччина |  |

| звіт  | звіт                            | звіт  | звіт | звіт |
| ----- | ------------------------------- | ----- | ---- | ---- |
|       |                                 |       |      |      |
|       |                                 |       |      |      |
|       | голи:                           |       |      |      |
|       | 1–0 2–0 3–0 4–0 5–0 6–0 7–0 8–0 |       |      |      |
|       |                                 |       |      |      |
|       |                                 |       |      |      |
|       |                                 |       |      |      |
| 16 хв | Штраф                           | 20 хв |      |      |
|       |                                 |       |      |      |
|       | 32                              | кидки | 18   |      |

| 20 лютого 1960 | СРСР | 8–4 (2–1, 4–0, 2–3) | Фінляндія |  |

| звіт  | звіт                                            | звіт  | звіт | звіт |
| ----- | ----------------------------------------------- | ----- | ---- | ---- |
|       |                                                 |       |      |      |
|       |                                                 |       |      |      |
|       | голи:                                           |       |      |      |
|       | 1–0 2–0 2–1 3–1 4–1 5–1 6–1 6–2 7–2 7–3 8–3 8–4 |       |      |      |
|       |                                                 |       |      |      |
|       |                                                 |       |      |      |
|       |                                                 |       |      |      |
| 26 хв | Штраф                                           | 8 хв  |      |      |
|       |                                                 |       |      |      |
|       | 41                                              | кидки | 36   |      |

Фінал
| Team           | І | В | П | Н | ЗШ | ПШ | О  |
| -------------- | - | - | - | - | -- | -- | -- |
| США            | 5 | 5 | 0 | 0 | 29 | 11 | 10 |
| Канада         | 5 | 4 | 1 | 0 | 31 | 12 | 8  |
| СРСР           | 5 | 2 | 2 | 1 | 24 | 19 | 5  |
| Чехословаччина | 5 | 2 | 3 | 0 | 21 | 23 | 4  |
| Швеція         | 5 | 1 | 3 | 1 | 19 | 19 | 3  |
| Німеччина      | 5 | 0 | 5 | 0 | 5  | 45 | 0  |

| 22 лютого 1960 13:00 | СРСР | 8–5 (3–2, 2–1, 3–2) | Чехословаччина |  |

| звіт  | звіт                                                | звіт  | звіт | звіт |
| ----- | --------------------------------------------------- | ----- | ---- | ---- |
|       |                                                     |       |      |      |
|       |                                                     |       |      |      |
|       | голи:                                               |       |      |      |
|       | 1–0 1–1 2–1 3–1 3–2 4–2 5–2 5–3 6–3 7–3 7–4 7–5 8–5 |       |      |      |
|       |                                                     |       |      |      |
|       |                                                     |       |      |      |
|       |                                                     |       |      |      |
| 14 хв | Штраф                                               | 8 хв  |      |      |
|       |                                                     |       |      |      |
|       | 43                                                  | кидки | 37   |      |

| 24 лютого 1960 15:30 | СРСР | 2–2 (0–0, 0–0, 2–2) | Швеція |  |

| звіт | звіт            | звіт  | звіт | звіт |
| ---- | --------------- | ----- | ---- | ---- |
|      |                 |       |      |      |
|      |                 |       |      |      |
|      | голи:           |       |      |      |
|      | 0–1 1–1 2–1 2–2 |       |      |      |
|      |                 |       |      |      |
|      |                 |       |      |      |
|      |                 |       |      |      |
| 4 хв | Штраф           | 4 хв  |      |      |
|      |                 |       |      |      |
|      | 34              | кидки | 28   |      |

| 25 лютого 1960 13:00 | СРСР | 7–1 (0–1, 4–0, 3–0) | Німеччина |  |

| звіт | звіт                            | звіт  | звіт | звіт |
| ---- | ------------------------------- | ----- | ---- | ---- |
|      |                                 |       |      |      |
|      |                                 |       |      |      |
|      | голи:                           |       |      |      |
|      | 0–1 1–1 2–1 3–1 4–1 5–1 6–1 7–1 |       |      |      |
|      |                                 |       |      |      |
|      |                                 |       |      |      |
|      |                                 |       |      |      |
| 6 хв | Штраф                           | 10 хв |      |      |
|      |                                 |       |      |      |
|      | 37                              | кидки | 13   |      |

| 27 лютого 1960 13:30 | США | 3–2 (1–2, 1–0, 1–0) | СРСР |  |

| звіт | звіт                | звіт  | звіт | звіт |
| ---- | ------------------- | ----- | ---- | ---- |
|      |                     |       |      |      |
|      |                     |       |      |      |
|      | голи:               |       |      |      |
|      | 1–0 1–1 1–2 2–2 3–2 |       |      |      |
|      |                     |       |      |      |
|      |                     |       |      |      |
|      |                     |       |      |      |
| 4 хв | Штраф               | 6 хв  |      |      |
|      |                     |       |      |      |
|      | 34                  | кидки | 29   |      |

| 28 лютого 1960 | Канада | 8–5 (3–0, 1–3, 4–2) | СРСР |  |

| звіт  | звіт                                                | звіт  | звіт | звіт |
| ----- | --------------------------------------------------- | ----- | ---- | ---- |
|       |                                                     |       |      |      |
|       |                                                     |       |      |      |
|       | голи:                                               |       |      |      |
|       | 1–0 2–0 3–0 4–0 4–1 4–2 4–3 5–3 6–3 7–3 7–4 7–5 8–5 |       |      |      |
|       |                                                     |       |      |      |
|       |                                                     |       |      |      |
|       |                                                     |       |      |      |
| 12 хв | Штраф                                               | 6 хв  |      |      |
|       |                                                     |       |      |      |
|       | 47                                                  | кидки | 33   |      |